# Батић Мирковић
Батић Мирковић (?, друга половина XIV в. – ?, после 1420) је био средњевековни српски кнез Босне. Био је истакнути племић и великаш из 15. века.
Његов отац био је велики кнез босански Мирко Радојевић, супруга Вукава. Kнез Батић Мирковић се појављује на три мјеста у сачуваним рукописима, у периоду 1405–1420. године. 
Једно дубровачко писмо из 1403. сведочи да је кнез Мирко имао још једног сина који је током Косовске битке доспео у турско заробљеништво. Посед му се налазио код села Копошић северно од Сарајева, где је и његов гробни камен са натписом на којем је наведен с титулом „кнез босански" која свакако сведочи о угледу који је уживао и важној функцији коју је обављао. 
У јуну 1405. године у Бијелим Селиштима у Трстивници босански краљ Стефан Твртко II Котроманић издао је Дубровчанима повељу којом потврђује уступање Сланског приморја, а међу сведоцима тога чина  је и кнез Батић Мирковић.
Марта 1419. босански краљ Стефан Остоја у Звечају потврђује Дубровчанима повеље својих претходника. Међу сведоцима је и кнез Батић Мирковић. 
У аугусту 1420. Твртко II, тада у Подвисоком потврђује Сандаљеву купопродају Kонавала Дубровчанима, а међу седоцима је наведен и кнез Батић Мирковић. Подаци из повеља показују да је Батић Мирковић био угледна личност, властелин који је у почетку 15. века био међу најважнијом властелом средњовековне Босне.
Најважније информације о Батићу Мирковићу потичу са његовог надгробног споменика. Његов стећак је очуван у некрополи селу Kопошићи на подручју општине Илијаш. Према натпису на његовом стећку зна се да је његова титула била уствари кнез босански, те да је он службом био везан за утврђени град Високи. Натпис наводи да се у Високом разболео, а да га је смрт затекла “на Дубокоме”. Према натпису, Батићу је стећак подигла његова супруга Вукава. Стећак Батића Мирковића сматра се једним од љепших међу очуваним стећцима. Стећак и гробница били су предмет многобројних пљачкања, девастирања и померања.